# Culicoides pulicaris
Culicoides pulicaris är en tvåvingeart som först beskrevs av Carl von Linné 1758.  Culicoides pulicaris ingår i släktet Culicoides och familjen svidknott. Arten är reproducerande i Sverige. Inga underarter finns listade i Catalogue of Life.